# EBay
eBay Inc. (произносится ибэ́й) — американская компания, предоставляющая услуги в областях интернет-аукционов (основное поле деятельности) и интернет-магазинов. Веб-сайтом eBay.com и его местными версиями в нескольких странах владела компания eBay Enterprise, но продала это подразделение в 2015 году частным инвестиционным компаниям Sterling Partners и Premiera Funds.

## История развития

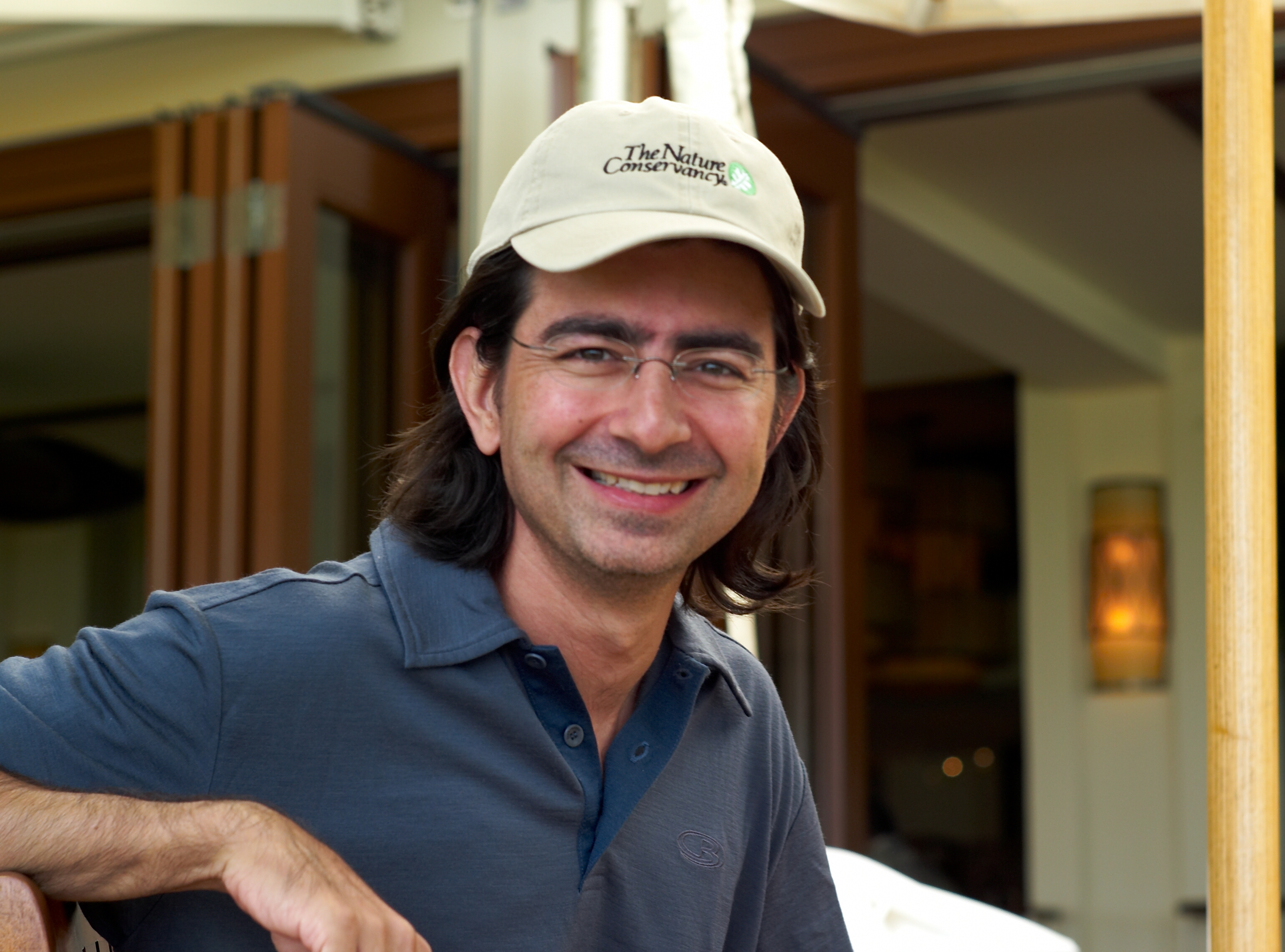
Пьер Омидьяр — основатель и президент eBay

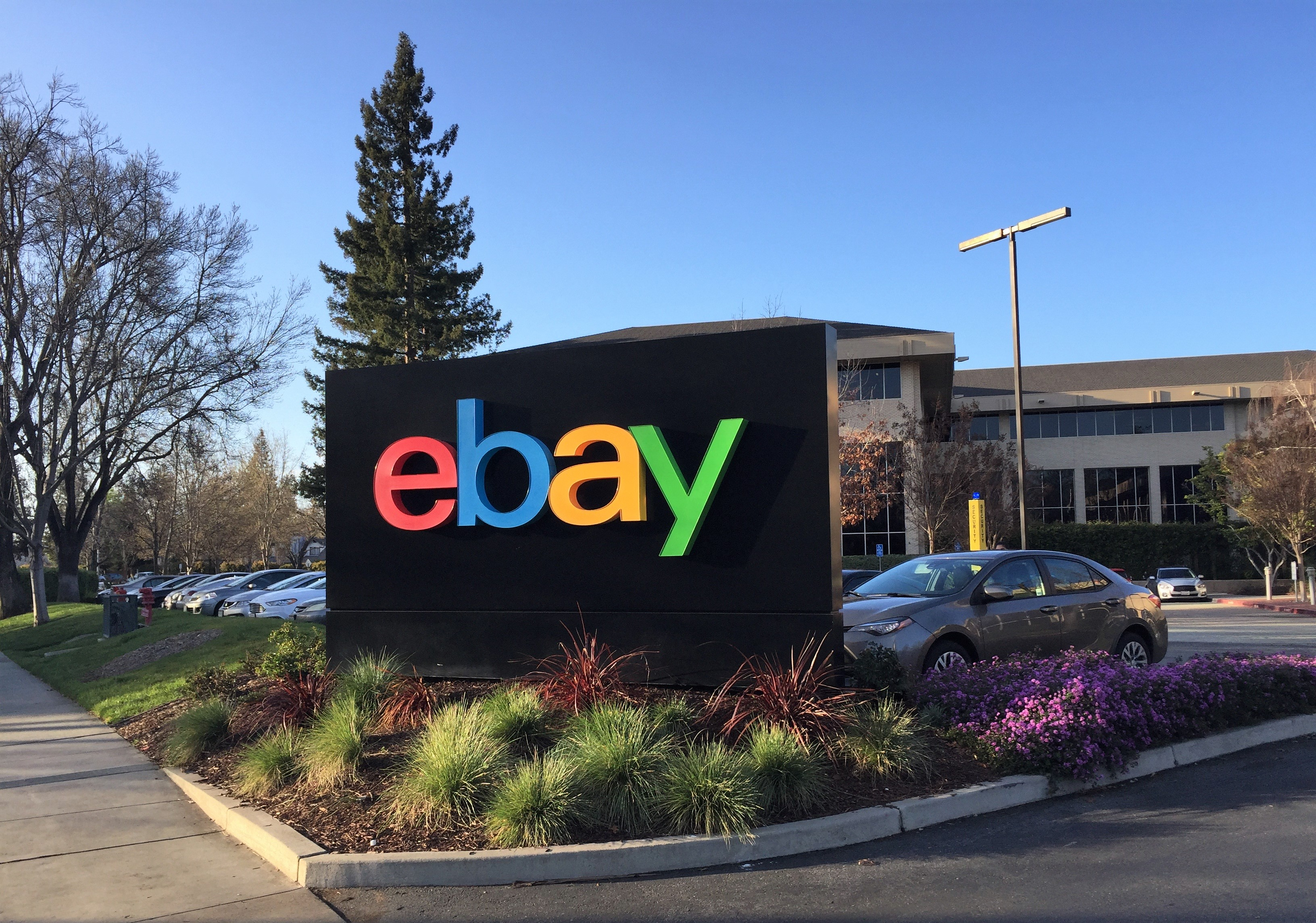
Штаб-квартира компании в Сан-Хосе

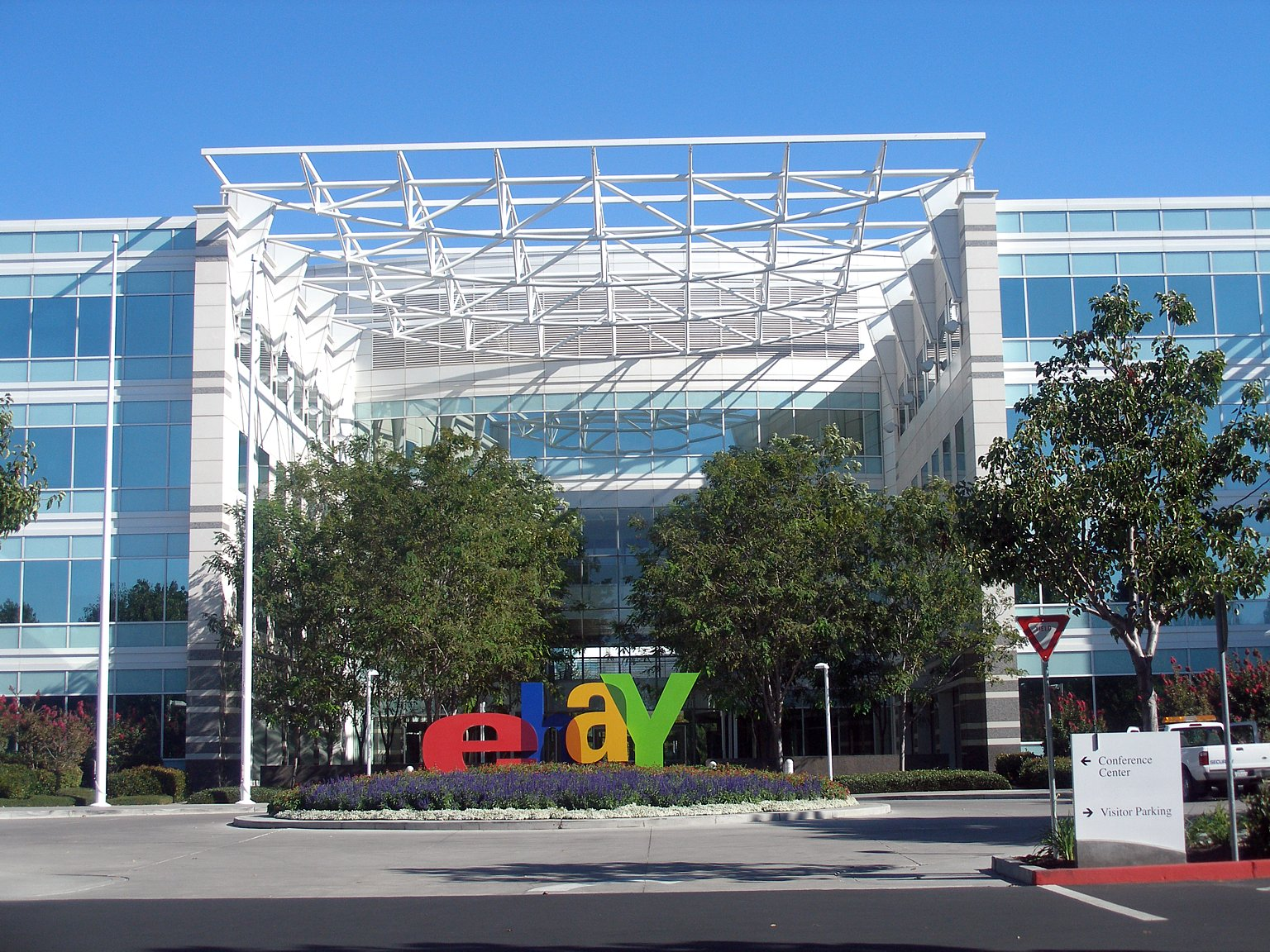
Новое здание компании (Satellite office campus) в пригороде Сан-Хосе. PayPal располагается в этом здании наряду с другими подразделениями eBay

5 сентября 1995 года в Сан-Хосе (штат Калифорния) программист Пьер Омидьяр создал онлайновый аукцион под названием AuctionWeb как часть своего личного веб-сайта.
Известная история о том, что якобы eBay был создан для того, чтобы невеста Пьера имела возможность обмениваться игрушками-дозаторами PEZ с другими коллекционерами, была выдумана в 1997 году менеджером компании по связям с общественностью, что позже было подтверждено самой компанией.
Первым предметом, проданным на AuctionWeb, была неисправная лазерная указка Омидьяра, за которую заплатили 14,83 доллара. Связавшись с покупателем, Пьер поинтересовался у него, «поняли ли Вы, что лазерная указка неисправна?». В ответном письме покупатель объяснил: «Я коллекционер неисправных лазерных указок».
Первоначально AuctionWeb был полностью бесплатен и постепенно начал привлекать продавцов и покупателей. К концу 1995 года на сайте проходили тысячи аукционов.
В 1995 году Пьером Омидьяром были установлены базовые ценности аукциона eBay, определяющие принципы работы аукциона и действующие по настоящее время:
- «В основном все люди добропорядочны»
- «Каждый может внести свой вклад»
- «В открытом общении люди проявляют свои лучшие качества»

Сегодняшнее название компания обрела в сентябре 1997 года. Изначально Омидьяр хотел назвать сайт Echo Bay Technology Group, чтобы сохранить связь со своей консалтинговой компанией Echo Bay Technology Group. Однако доменным именем EchoBay.com владела золотодобывающая компания Echo Bay Mines, и название было сокращено до eBay.com.
Первичное размещение акций eBay состоялось 21 сентября 1998 года на NASDAQ.
В последующие годы eBay развилась от торговой площадки «С2С», носившей характер «блошиного рынка», до платформы «B2C», использующейся как физическими, так и юридическими лицами.

## eBay в России
Начиная с 23 февраля 2010 года по адресу by.ebay.com начал работу «Международный торговый центр eBay» на русском языке. 20 июня 2012 года стало известно об открытии представительства в России. Должность руководителя российского представительства занял Владимир Долгов, который с 2005 года являлся руководителем российского Google, а с 2000 и по 2005 год занимал разные руководящие посты в интернет-магазине Ozon.ru.
8 октября 2012 года В. Долгов заявил, что eBay в России будет использовать PayPal и не станет сотрудничать с другими платёжными системами, так как PayPal на 100 % удовлетворяет потребности eBay. Одним из сдерживающих факторов для eBay в России В. Долгов назвал логистику. При этом он отметил, что компания ведёт переговоры с «Почтой России» и курьерскими службами с целью выбора логистического партнёра. С этим выбором eBay планировал определиться к концу 2012 года.
11 ноября 2016 года В. Долгов скончался. Новым гендиректором eBay в России был назначен Илья Кретов, работавший в компании с 2012 года и занимавший до этого пост заместителя гендиректора. В октябре 2021 года Илья Кретов покинул пост гендиректора российского eBay.
С 2017 года российский офис eBay стал хабом для развития в 120 странах мира, в основном в восточноевропейских и африканских странах, где нет собственного сайта eBay.
С 23 февраля 2017 года компания eBay включает налог на добавленную стоимость в счёт услуг, которые eBay оказывает продавцам.
С 3 марта 2022 года eBay прекратила отправку заказов в Россию и на Украину, с 5 марта в России остановлена работа платежной системы PayPal, которая обслуживала покупки на eBay. На 24 июня 2024 года нормальная работа компании для этих стран не восстановлена.

## Бизнес-модель
Основной идеей eBay является предоставление продавцам интернет-платформы для продажи любых товаров. Сама фирма eBay выступает лишь в роли посредника при заключении договора купли-продажи между продавцом и покупателем. Оплата товара и его пересылка происходит без участия eBay. Продавцы за использование платформы платят взнос, обычно складывающийся из сбора за выставление лота и процента от цены продажи. Для покупателей использование eBay бесплатно.
Так как прибыль eBay напрямую зависит от объёмов продаж, совершённых с помощью этой платформы, на ней действуют достаточно либеральные условия. К продаже разрешены любые товары и услуги, не нарушающие законодательства той страны, в которой зарегистрирован соответствующий филиал eBay и не внесённые в чёрный список eBay.
На сайте действует система лояльности «eBay bucks», возвращающая 1 % от стоимости покупки в виде виртуальных долларов. По достижении суммы в 5 долларов eBay автоматически генерирует промокод, который можно использовать при оплате.

### Причины эффективности бизнес-модели
1. Отсутствие географических барьеров — продавцы и покупатели могут участвовать в торгах на eBay из любой точки мира, достаточно иметь доступ к Интернету. Это увеличивает число продавцов/выставляемых лотов и количество покупателей/сделанных ставок.
2. Отсутствие языковых барьеров — участие в аукционной торговле возможно на различных языках. Многие страны имеют собственные, локальные филиалы аукциона, например Великобритания, Германия, Нидерланды, Испания, Австралия; этот список может быть продолжен.
3. Отсутствие временных рамок — ставки на товары на eBay можно делать 24 часа в сутки, 7 дней в неделю. Лоты, в свою очередь, могут быть выставлены на период до 30 дней — достаточный период для поиска, ознакомления и покупки.
4. Большое количество покупателей — посетители аукционов привлечены огромным ассортиментом разнообразных товаров, выставляемых по относительно низким ценам. Также здесь можно найти редкие, коллекционные вещи, которые практически невозможно купить офлайн.
5. Большое количество продавцов — низкие затраты на размещение товаров, огромная покупательская аудитория, простота использования сервисов аукциона eBay также привлекательны для продавцов. Более того, продавцом может стать каждый участник.
6. Мультипликационный эффект модели — рост количества покупателей приводит к росту числа продавцов, рост числа продавцов стимулирует рост количества покупателей. Что и гарантирует развитие eBay.com во всём мире.

## Технические особенности

### Отличия интернет-аукционов от традиционных
Интернет-аукцион, он же «онлайновый аукцион» организуется посредством интернета. В отличие от обычных аукционов, интернет-аукционы проводятся не на основе личного участия в них покупателей, а дистанционно. В них можно участвовать, находясь в любой точке земного шара и делая ставки через интернет-сайт аукциона или специальную компьютерную программу. Момент окончания интернет-аукциона, в отличие от традиционных аукционов, заранее назначается самим продавцом при постановке товара на торги. В обычных же аукционах борьба идёт до тех пор, пока повышаются аукционные ставки. По окончании интернет-аукциона покупатель должен перевести деньги продавцу по безналичному расчёту (реже — наличными, например, при получении товара лично), а продавец обязан выслать товар покупателю по почте практически в любую страну мира. Границы возможной пересылки товара указываются самим продавцом заранее.
Интернет-аукционы являются составной частью электронной коммерции.

### Шаг аукциона
Существует несколько таблиц для вычисления шага аукциона, более того продавец вправе самостоятельно выбрать шаг, наряду с прочими условиями торгов.

## Нестандартные ситуации на аукционе
К их числу следует отнести:
- внесение изменений в описание лота после его выставления на торги;
- изменение начальной цены лота, стоимости пересылки и формы оплаты;
- досрочное снятие лота с торгов;
- вычёркивание нежелательного покупателя;
- отказ от участия в торгах после сделанной ставки;
- отказ покупателя от оплаты товара;
- неполучение товара после его оплаты;
- отказ возврата средств за полученный товар, не соответствующий описанию.

## Приобретения
- В мае 1999 года eBay приобретает систему онлайн-платежей Billpoint, которая позже была закрыта после приобретения PayPal.
- В 1999 году eBay приобретает аукцион Butterfield & Butterfield, который был продан в 2002 году компании Bonhams.
- В 1999 году eBay приобретает у Марка и Оливера Замверов аукцион Alando за 43 млн $, который затем был преобразован в[15].
- В июне 2000 года eBay покупает Half.com[16], позже интегрированный в eBay Marketplace.
- В августе 2001 года eBay покупает Mercado Libre, Lokau и iBazar — крупнейшие латиноамериканские сайты онлайн-аукционов.
- В июле 2002 года eBay приобретает платёжную систему PayPal, за 1,5 млрд $, которая 18 июля 2015 года выделена в отдельную компанию.
- 11 июля 2003 года eBay Inc. приобретает EachNet, ведущую китайскую компанию в области электронной коммерции, заплатив примерно 150 млн $.
- 22 июня 2004 года eBay приобретает Baazee.com[17], ведущий аукционный сайт в Индии за сумму примерно 50 млн $.
- 13 августа 2004 года eBay приобретает 25 % в craigslist.org[18], приобретя существующего акционера.
- В сентябре 2004 года eBay значительно продвигается на корейском рынке, приобретя акций Korean online trading company на сумму 3 миллиона долларов, заплатив примерно 125 тыс. корейских вон (около 109 $) за акцию.
- В ноябре 2004 года eBay поглощает Marktplaats.nl[19] за 225 млн евро. Это была немецкая фирма, владевшая 80 % рынка аукционов в Нидерландах и получавшая доход в основном от продажи рекламы.
- 16 декабря 2004 года eBay приобретает rent.com[20] за 30 млн $ деньгами и 385 млн $ акциями eBay.
- В мае 2005 года eBay поглощает Gumtree, сеть рекламных сайтов в Великобритании[21].
- В июне 2005 года eBay поглощает Shopping.com[22], сайт, предоставляющий услуги по сравнению товаров и цен на них, за 635 миллионов $.
- В августе 2005 года eBay покупает 30 % акций компании Skype за 2,6 млрд $[23].
- В июне 2011 года покупает компанию Magento.
- В апреле 2011 года eBay покупает Where, разработчика геолокационных мобильных приложений для большинства популярных платформ, включая Android, iPhone и Blackberry. Сумма сделки — 135 млн $.
- В июле 2015 года приобрела стартап Twice, который продает женскую одежду секонд-хэнд.
- 4 августа 2016 года компания eBay купила международную платформу для продажи билетов Ticketbis.
- В октябре 2016 года eBay покупает стартап Corrigon, который специализируется на разработке технологий визуального поиска и компьютерного зрения.

## Необычные предметы
- В мае 2005 года Volkswagen Golf, ранее принадлежавший кардиналу Йозефу Ратцингеру (за месяц до этого избранному папой римским Бенедиктом XVI), был продан за 188,93 тыс. евро. Покупателем стало казино Golden Palace[24].
- В сентябре 2004 года владелец MagicGoat.com[25] продал содержимое своей мусорной корзины учителю искусств средней школы, ученики которой написали эссе об этом мусоре[26].
- Вода, которая, как утверждалось, осталась в чашке Элвиса Пресли, которую он взял с собой на концерт в Северной Каролине в 1977 году, была продана за 455 $[27].
- Калифорнийский город Бриджвилль трижды выставлялся на аукцион. В 2002 году он был продан за 0,70 млн $, но после осмотра «приобретаемого товара» покупатель отказался от сделки. В 2006 году другой владелец выставил его на аукцион за 1,25 млн $. В 2007 году очередной владелец в течение нескольких месяцев пытался продать его за 1,3 млн $.[28]

## Проблемы компании
Проблемы интернет-гиганта начались в 2017—2018 гг, когда в руководстве компании начали понимать, что идея интернет-аукциона постепенно себя изживает, уступая место т. н. маркетплейсам. Именно в сторону площадки, которая предоставляет виртуальное торговое пространство для брендов и компаний, и было решено повернуть вектор развития компании, но этот рынок уже был плотно занят другими игроками, крупнейшим из которых был Amazon. Если до 2017 года eBay занималась наращиванием собственных интеллектуальных и финансовых активов, то затем начала активно распродавать их в связи со снижением прибыли. В ноябре 2019 года eBay продает сервис StubHub более чем за 4 млрд долларов при том, что данный сервис обеспечивал от 12 до 14 % выручки компании. C. сентября 2019 по февраль 2020 года eBay находится фактически без генерального директора из-за отсутствия единой позиции совета директоров. В начале февраля 2020 года возможностью покупки eBay за 30 млрд долларов интересовалась компания Intercontinental Exchange (ICE), но сделка не состоялась.

## Критика
Несмотря на сравнительно низкий процент случаев, обман и мошенничество всё же встречаются на аукционе eBay.
Важнейшим механизмом предотвращения мошенничества является система рейтинга пользователей eBay. После каждой сделки и продавец, и покупатель могут оставлять отзыв о партнёре, влияющий на его рейтинг (англ. reference). Существуют три варианта рейтинга: «позитивный», «негативный» или «нейтральный». Отзыв представляет собой краткий комментарий по проведённой сделке. В случае мошенничества покупатель или продавец могут через сайт подать жалобу в администрацию eBay, а также использовать юридические методы воздействия на партнёра. Однако в большинстве случаев при малой стоимости покупки используется только система рейтинга eBay.
Одним из недостатков системы рейтингов является то, что крупные и малые сделки имеют одинаковый вес. Это может ввести в заблуждение некоторых новых покупателей. Недобросовестный продавец может на протяжении некоторого времени исправно исполнять свои обязательства по продаже и отсылке кабелей для телефонов ценой 1 $; затем, набрав положительный рейтинг, выставить на продажу дорогую вещь, например, телефон ценой 500 $, получить за него деньги и не выслать товар. Во избежание подобных ситуаций следует внимательнее изучать, что именно продавал в прошлом владелец лота.